# 第342歩兵師団 (ベトナム陸軍)
第342歩兵師団（だい342ほへいしだんSư đoàn 342 bộ binh）は、ベトナム人民軍（陸軍）の師団の1つ。

## 歴史
- 1979年4月20日 - ダナン地区において編成され、第5軍区に隷属した。編成時、各連隊は1個大隊しか有さず、総員3千人未満だった。
- 1979年7月 - 新編の第7軍に編入され、順化地区に移動。第7軍廃止後は、第4軍区に配属された。

第342師団は、実戦未経験であり、主として民兵の訓練に従事した。

## 編制
- 第467歩兵連隊　（Trung đoàn 467 bộ binh）
- 第809歩兵連隊　（Trung đoàn 809 bộ binh）
- 第811歩兵連隊　（Trung đoàn 811 bộ binh）
- ？砲兵連隊